# Tone Ukmar
Tone Ukmar, slovenski kolesar, * 1. november 1941.
Ukmar je leta 1962 nastopil na dveh najpomembnejših etapnih amaterskih dirkah, zasedel je 58. mesto v skupnem seštevku na Dirki miru in 63. na dirki Tour de l'Avenir, kjer je bil leto za tem 37. in leta 1964 49. Leta 1966 je bil 46. na Dirki miru. Kot član jugoslovanske reprezentance je nastopil na britanski dirki Milk Race, Dirki po Bolgariji in Dirki po Avstriji, ki jo je leta 1966 končal na 15. mesto v skupnem seštevku. Leta 1963 je zmagal na Dirki svobode v Beogradu.